# Lex Caecilia Didia
La lex Caecilia Didia (ley Cecilia Didia) fue una ley romana puesta en práctica por los cónsules Cecilio Metelo Nepote y Tito Didio en el año 98 a. C.
La ley tenía dos disposiciones. La primera era el establecimiento de un período mínimo entre la proposición de una ley y la votación correspondiente, y la segunda, la prohibición de someter varias disposiciones en una única ley. Esta ley fue reforzada por la lex Junia Licinia del 62 a. C., una ley paraguas introducida por Lucio Licinio Murena y Décimo Junio Silano.

## Disposiciones
Bobio Escolióstico describe la primera disposición: 'La ley de Cecilio y Didio decretó que se observara el período de trinundium para la promulgación de leyes'. La lex Caecilia Didia determinó cuánto tiempo tenía que transcurrir entre los publicación de una ley y su voto en la asamblea legislativa de la República. El período de tiempo designado por el trinundio duraba tres semanas romanas de ocho días (es decir, 24 días) o tertiae nundinae, en el tercer día de mercado (17 días).
La segunda disposición de la ley prohibía las leges saturae, las leyes "saturadas", que eran estatutos que trataban de temas heterogéneos. Esto significaba que en un solo proyecto de ley (rogatio) romano, no podría haber una recolección de medidas no relacionadas, lo que en términos modernos podría llamarse proyectos de ley generales ("proyectos de ley omnibus"). Cicerón dio una interpretación de la ley en su Oratio de domo sua ('Discurso sobre su casa') después de su regreso del exilio: '¿Qué otra fuerza, qué otro significado me gustaría saber, lo tiene la ley de Cecilio y Didio, excepto que las personas no deben ser forzadas a decidir como consecuencia de tener muchas cosas diferentes que se han unido en un proyecto de ley complicado'.
Esta ley no tardó mucho en ponerse en acción. Lo más significativo fue que en el 91 a. C., el cónsul Lucio Marcio Filipo, en calidad de augur, logró que las leyes del tribuno Marco Livio Druso fueran derogadas por infringir la segunda disposición de la lex Caecilia Didia.] Este acto es visto a menudo como un factor que pudo contribuir de forma importante al estallido de la guerra Social.

## Antecedentes políticos
La lex Caecilia Didia fue una respuesta directa a los sucesos del año 100 a. C. y un intento de reducir la apresurada legislación aprobada en los comitia. En ese año, Cayo Mario obtuvo su sexto mandato como cónsul. Bajo Mario, el tribuno de los populares Lucio Apuleyo Saturnino y el pretor Cayo Servilio Glaucia propusieron y lograron aprobar leyes agrarias liberales que asignaban tierras en la provincia de África a los veteranos de Mario. Sin embargo, la naturaleza radical de estos proyectos de ley y los métodos forzados que utilizaron Saturnino y Glaucia para garantizar su aprobación alejaron a una gran parte del pueblo romano y, finalmente, incluso a Mario. Como resultado, se derogaron las leyes de Saturnino y se introdujo la lex Caecilia Didia. El objetivo fue frenar la aprobación de proyectos de ley radicales, pensando que el período de trinundium daría el tiempo suficiente a los ciudadanos para que comprendieran la ley propuesta, y en su caso, tener la posibilidad de votar en contra.